# East Carbon (Utah)
East Carbon é uma cidade localizada no estado norte-americano de Utah, no Condado de Carbon.

## Demografia
Segundo o censo norte-americano de 2000, a sua população era de 1393 habitantes.
Em 2006, foi estimada uma população de 1280, um decréscimo de 113 (-8.1%).

## Geografia
De acordo com o United States Census Bureau tem uma área de
23,1 km², dos quais 23,1 km² cobertos por terra e 0,0 km² cobertos por água.

## Localidades na vizinhança
O diagrama seguinte representa as localidades num raio de 40 km ao redor de East Carbon.